# USS Halford (DD-480)
L'USS Halford (DD-480) est un destroyer de la classe Fletcher en service dans la Marine des États-Unis pendant la Seconde Guerre mondiale. Il a été nommé en l'honneur du lieutenant William Halford (1841–1919), un récipiendaire de la médaille d'honneur (Medal of Honor).

## Construction
Sa quille est posée le 30 décembre 1941 au chantier naval 	Puget Sound Naval Shipyard de Bremerton, dans l'État de Washington . Il est lancé le 29 octobre 1942 ; parrainée par Mlle Eunice Halford, fille du lieutenant Halford, et mis en service le 10 avril 1943.
Le Halford était l'un des trois destroyers de la classe Fletcher à être achevé (sur les six prévus) avec une catapulte pour un hydravion, les autres étant le USS Pringle (DD-477) et le USS Stevens (DD-479). La catapulte et une grue d'avion étaient situées juste à l'arrière de la cheminée numéro 2, à la place de l'affût du tube lance-torpilles arrière, de l'affût de 5 pouces numéro 3, et du deuxième pont du bâtiment du pont arrière qui portait normalement un canon anti-aérien double de 40 mm sur la plupart des navires de la classe. (L'affût double de 40 mm a été déplacé vers la poupe, juste à l'avant des supports de grenades sous-marines, où la plupart des navires de la classe portaient des affûts de 20 mm). Il était prévu que l'hydravion soit utilisé pour la reconnaissance de la flottille de destroyers à laquelle le navire était rattaché. Il devait être lancé par la catapulte, atterrir sur l'eau à côté du navire et être récupéré par la grue de l'avion. Il s'est avéré qu'il n'était pas adapté à l'usage prévu, et les trois navires ont finalement été convertis à la configuration standard de la classe Fletcher.

## Historique

### 1943

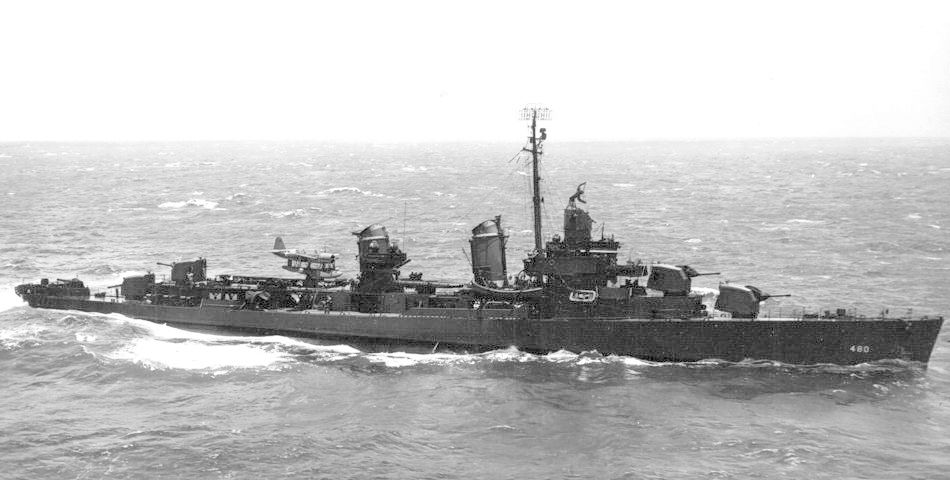
Le Halford avec la catapulte et un avion éclaireur OS2U, juillet 1943.

En 1943, alors que la lutte dans le Pacifique faisait rage, la flotte du Pacifique (Pacific Fleet) se préparait à son puissant coup de balai en Micronésie. Dans un effort pour renforcer les "yeux de vision" de la flotte, le Halford a été construit avec une catapulte de croiseur et un avion d'observation. Il a quitté San Diego le 5 juillet en direction de Pearl Harbor où il est arrivé cinq jours plus tard. Pendant les 3 mois et demi suivants, le Halford devait tester la faisabilité du transport d'avions d'observation sur de petits navires. En raison des changements tactiques et de la force croissante de la Navy dans les porte-avions, le Halford est retourné au chantier naval de Mare Island (Mare Island Naval Shipyard) le 27 octobre 1943 pour des modifications qui ont remplacé la catapulte et l'avion éclaireur par un deuxième ensemble de tubes lance-torpilles et le support numéro 3 de 5 pouces.
Le 6 décembre, avec une puissance de combat accrue et un nouveau profil, le Halford repart pour le Pacifique Sud. Il fait escale à Pearl Harbor, à Funafuti, à Espiritu Santo et à Tutuila, à Samoa ; puis il prend en charge des tâches de convoyage, y compris une mission de Noël consistant à protéger le navire de troupes Lurline avec des renforts de marines embarqués pour Guadalcanal. Arrivé à Guadalcanal, il prend le commandement de l'écran anti-sous-marin et s'installe au large de Lunga Point. En plus de Guadalcanal, le Halford a soutenu la tête de pont à Bougainville, en protégeant les trains d'approvisionnement et en participant aux bombardements côtiers.

### 1944
Les ratissages anti-navires sur la côte est de la Nouvelle-Irlande, ponctués de tirs de contre-batterie au large du passage de East Buka, ont constitué des journées tendues et excitantes pour le Halford, le USS Waller (DD-466) et le USS Wadsworth (DD-516) en janvier 1944, un mois qui a également vu la destruction par cette force opérationnelle de trois navires des installations stratégiques japonaises sur l'île Choiseul.
Le Halford est ensuite devenu le navire-amiral de la force d'attaque des îles Green de l'amiral T. S. "Ping" Wilkinson. Transportant la 3e division néo-zélandaise du major général Harold E. Barrowclough, le groupe de destroyers-transporteurs de l'amiral Wilkinson sortit de Vella Lavella et des Îles du Trésor, les 12 et 13 février, arriva au large de l'île de Barahun à 6h20 le 15 février et mit à l'eau ses péniches de débarquement avec tout le personnel nécessaire.
Le Halford a pris position au large de l'île Green et a commencé à patrouiller pendant que les opérations de déchargement se poursuivaient. À 9h40, le général Barrowclough (RNZA), et son état-major débarquèrent pour débarquer sur l'île Green. Moins de deux heures après le débarquement initial, toutes les forces néo-zélandaises sont à terre; 5 800 hommes sont débarqués lors du jour J, le 15 février. Le fait qu'une telle force puisse débarquer des milliers de soldats pratiquement sans opposition à 210 km de Rabaul démontre la puissance et la mobilité des flottes alliées dans le Pacifique.
Le Halford s'est ensuite joint à un escadron de destroyers pour effectuer des balayages maritimes au large de la côte ouest de la Nouvelle-Irlande. Dans la nuit du 24 au 25 février 1944, le Halford et le USS Bennett (DD-473) coulent deux petits navires côtiers et endommagent gravement un patrouilleur. Pendant les trois jours suivants, le Halford a effectué ses ratissages au sud de la forte base navale japonaise de Truk, puis est retourné dans la baie de Purvis pour se ravitailler.
Au printemps 1944, le Halford s'active à escorter des unités de ravitaillement vers le nord des îles Salomon. Le Halford se prépara ensuite à la plus longue croisière de sa carrière, qui commença au début du mois de juin avec la campagne pour les Mariannes.
La phase initiale de l'opération Forager, qui a maintenu le Halford en mer pendant soixante-quinze jours, a consisté à bombarder les défenses de la côte ouest de Tinian, puis à effectuer des tirs de harcèlement nocturnes et à protéger les unités de bombardement côtier lourd. Le 17 juin, le Halford a rejoint la ligne de combat de la célèbre Task Force 58 (TF 58) de l'amiral Marc A. Mitscher pour la plus grande action de porte-avions de tous les temps: la bataille de la mer des Philippines. Le 19 juin, le Halford participe à la première phase de la bataille : le " Turkey Shoot " des Mariannes, où des attaques répétées de porte-avions ennemis sont abattues par des tirs de surface. Au cours des deux jours de la bataille de la mer des Philippines, la flotte japonaise perd 395 de ses avions embarqués, 31 hydravions et trois porte-avions.
Pendant que les points d'appui de Guam étaient sécurisés, le Halford a couvert les unités de démolition de plage, apportant un soutien de bombardement rapproché aux troupes d'assaut et sauvant un certain nombre d'indigènes amis qui s'étaient échappés par les lignes japonaises. Le Halford a ensuite rejoint le groupe d'appui-feu d'Angaur pour le bombardement de l'île d'Angaur (4 - 21 septembre 1944).
Le Halford se tourne ensuite vers la campagne de reconquête des Philippines. Se joignant au groupe de feu de l'amiral Jesse B. Oldendorf de la Force d'attaque du Sud, le Halford participe aux bombardements de pré-invasion sur l'île de Leyte. Puis, le 24 octobre, lorsque l'amiral Thomas C. Kinkaid a estimé que la force du Sud de l'amiral Shoji Nishimura tenterait d'entrer dans le golfe de Leyte par le détroit de Surigao, le Halford s'est préparé à la bataille du détroit de Surigao (24 - 25 octobre 1944). Cette nuit-là et au petit matin du 25 octobre, le Halford, en tant que membre de la 112e division de destroyers (Destroyer Division 112), assiste à la destruction quasi complète de la force sud japonaise, à l'exception du destroyer Shigure. Les pertes américaines s'élèvent à 39 hommes tués et 114 blessés, la plupart à bord du destroyer USS Albert W. Grant (DD-649). L'amiral Oldendorf déclara après la bataille : "Ma théorie était celle du vieux joueur : 'Ne jamais donner une chance à un imbécile'. Si mon adversaire est assez fou pour venir à moi avec une force inférieure, je ne vais certainement pas lui donner une chance égale."
Après la bataille historique du golfe de Leyte, qui a brisé les reins de la puissance maritime japonaise, le Halford a quitté le golfe de Leyte le 1er novembre 1944 et a repris les opérations avec la 3e flotte (3rd Fleet) à partir d'Ulithi jusqu'au 2 décembre, date à laquelle il est retourné à Leyte pour faire partie de la force de couverture des débarquements. Le 6 décembre, il est envoyé pour escorter le SS Antone Sautrain endommagé à Leyte, mais le navire est perdu dans une attaque aérienne. De retour à Leyte, le Halford escorte ensuite des échelons d'approvisionnement jusqu'à la baie d'Ormoc et des navires de transport de troupes jusqu'à Mindoro.

### 1945

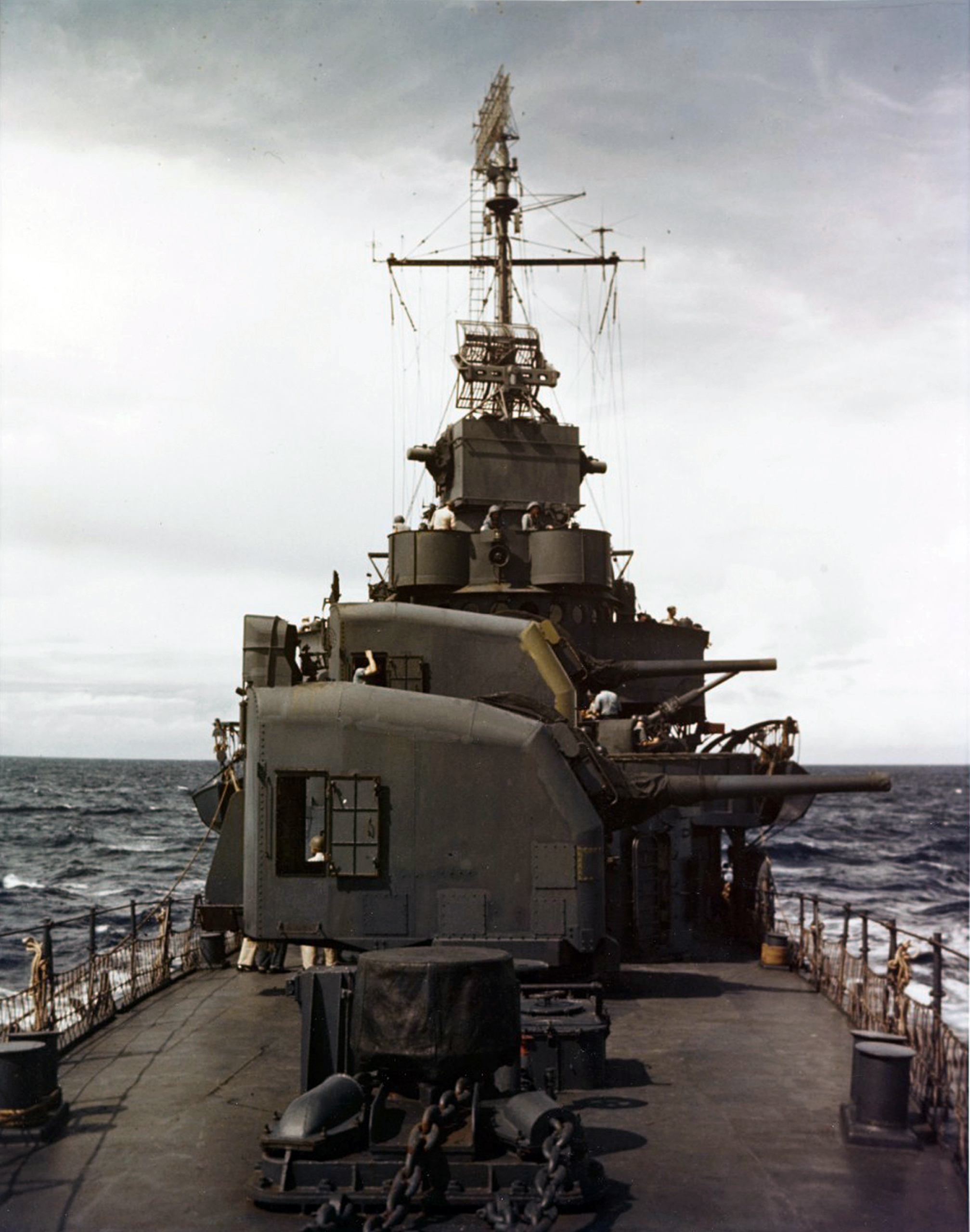
Vue des tourelles de canon avant du Halford.

Dans l'après-midi du 2 janvier 1945, le Halford est sorti de Hollandia pour escorter des transports de la Task Force 79 jusqu'au golfe de Lingayen en vue de l'occupation de l'île de Luçon ; il a ramené les transports à bon port malgré une attaque aérienne intense et a commencé à patrouiller l'entrée du golfe. Puis, dans l'après-midi du 11 janvier, le Halford a pris part à l'attaque du port de San Fernando au cours de laquelle trois petits cargos, une péniche de débarquement et plusieurs barges ont été coulés. Le lendemain matin, il a pris part au bombardement qui a neutralisé la ville de Rosario.
Le 14 février, alors qu'il patrouillait dans le port de Saipan, dans un écran de fumée, le Halford a éperonné le M.S. Terry E. Stephenson. Bien qu'il n'y ait eu aucun blessé, cela a nécessité le retour du Halford à Mare Island, où il est arrivé le 24 mars 1945.
Le 27 mai 1945, le Halford a quitté San Diego pour reprendre sa route vers l'ouest. Il s'est rendu aux îles Marshall via Pearl Harbor où il a escorté des transports d'Eniwetok à Ulithi. Le 11 août, le Halford a quitté Eniwetok pour se rendre à Adak, en Alaska, en tant qu'unité de la flotte du Pacifique Nord. Avec une force opérationnelle composée de porte-avions légers, de croiseurs et de destroyers, le Halford a quitté Adak le 31 août et s'est rendu à Ominato, au nord de Honshū, au Japon, le 12 septembre. Sous la direction du vice-amiral Frank Jack Fletcher, cette force était chargée de l'occupation initiale de la base navale d'Ominato et des zones environnantes.
Avec le groupe opérationnel de l'amiral Fletcher, le Halford a quitté Ominato le 20 septembre pour retourner à Adak cinq jours plus tard, puis via Kodiak à Juneau pour le jour de la Marine (Navy Day).

### Destinée
Le Halford a quitté Juneau, en Alaska, le 1er novembre 1945 et est arrivé à Bremerton, dans l'État de Washington, trois jours plus tard pour entamer une révision d'inactivation. Il a quitté Bremerton le 23 janvier 1946. Il rejoint la flotte de réserve du Pacifique à San Diego le 28 janvier et y est désarmé le 15 mai 1946.
Le Halford a été rayé du registre des navires de la marine (Naval Vessel Register) le 1er mai 1968 ; il a été vendu le 2 avril 1970 et mis à la ferraille.

## Décorations
Le Halford a reçu treize battles stars pour son service pendant la Seconde Guerre mondiale.

### Littératures
- (de) Stefan Terzibaschitsch: Zerstörer der U.S. Navy. Bechtermünz Verlag, Augsburg 1997,  (ISBN 3-86047-587-8).
- (en) Alan Raven: Fletcher Class Destroyers. Naval Institute Press, Annapolis 1986,  (ISBN 0-87021-193-5).
- (en) Jerry Scutts: Fletcher DDs (US Destroyers) in action (Warships No. 8). Squadron/signal publications, Carrollton Texas 1995,  (ISBN 978-0-89747-336-1).
- (en) Theodore Roscoe: Destroyer Operations in World War II. United States Naval Institute, Annapolis 1953,  (ISBN 978-0-87021-726-5).